# Guerra austro-ungherese (1477-1488)
La guerra austro-ungherese (1477-1488) fu un conflitto militare combattuto tra il Regno d'Ungheria sotto il comando di Mattia Corvino e l'Arciducato d'Austria al comando di Federico V (anche imperatore del Sacro Romano Impero col nome di Federico III). La guerra perdurò dal 1477 al 1488 ed ottenne a Mattia significativi risultati che umiliarono Federico, ma che all'improvvisa morte di Mattia nel 1490 si ripristinarono alla situazione precedente.

## Il conflitto

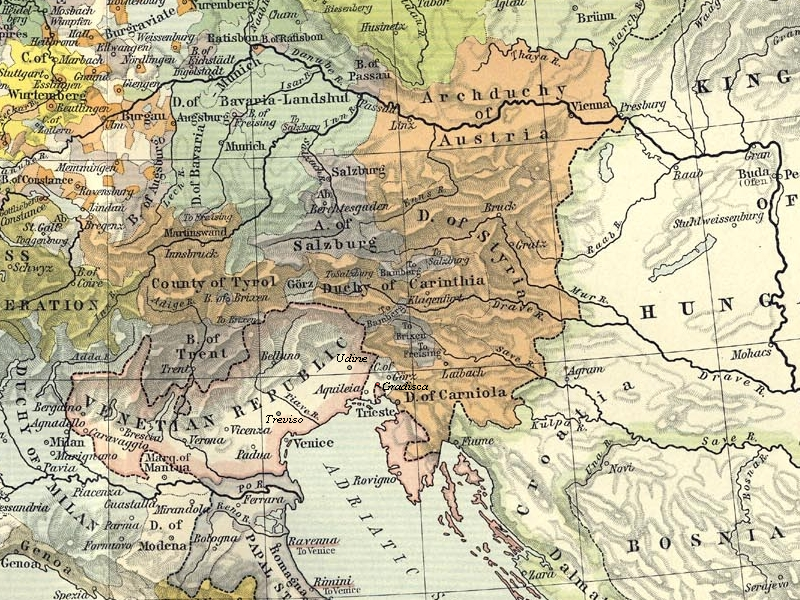
Le terre austriache di Federico III nel 1477

Mattia e Federico III/V erano stati rivali già al momento della successione del primo come Re d'Ungheria nel 1458 dopo la prematura morte del cugino asburgico di Federico, re Ladislao Postumo. A quel tempo, Federico teneva la Corona ungherese ed era candidato per divenire sovrano egli stesso. Mattia, si rivolse dunque al Regno di Boemia e nello specifico a re Giorgio Poděbrady di cui sposò la figlia Caterina (1449–1464) nel 1461, ed alla fine riuscì ad avere la meglio: i due rivali siglarono un accordo nel 1463 con il Trattato di Wiener Neustadt, col quale de facto Federico venne riconosciuto re d'Ungheria ma dovette restituire al corona a Mattia dietro un pesante riscatto.
Col consenso di papa Paolo II, Mattia invase la Moravia nel 1468, istigando la guerra boema col suo ex alleato Giorgio Poděbrad, col pretesto di proteggere il cattolicesimo dal movimento hussita. Accolto positivamente dalla nobiltà tedesca della Slesia e della Lusazia, così come dai cattolici ciechi della Moravia, Mattia conquistò per sé questi territori nel 1469 autoproclamandosi re di Boemia ad Olomouc. Non essendo comunque riuscito a conquistare la capitale locale, Praga, la guerra di Mattia proseguì col successore della dinastia Poděbrad, il principe polacco Ladislao Jagellone, sin quando quest'ultimo non venne costretto nel 1479 a riconoscere i possedimenti di Mattia tramite il trattato di Brno.
L'imperatore Federico, impegnato nel contempo nella rivalità franco-asburgica per il controllo del Ducato di Borgogna con re Luigi XI di Francia, aveva inizialmente prestato assistenza a Mattia contro gli hussiti nella guerra boema, ma contribuendovi il minimo indispensabile. Federico infatti quando capì che Mattia poteva divenire un problema serio, strinse un'alleanza col successore dei Poděbrad, Ladslao, e lo infeudò del Regno di Boemia nel 1477. Oltraggiato da quest'azione, Mattia procedette per una pace pressante con Ladislao e invase le terre austriache di Federico.

## Battaglie

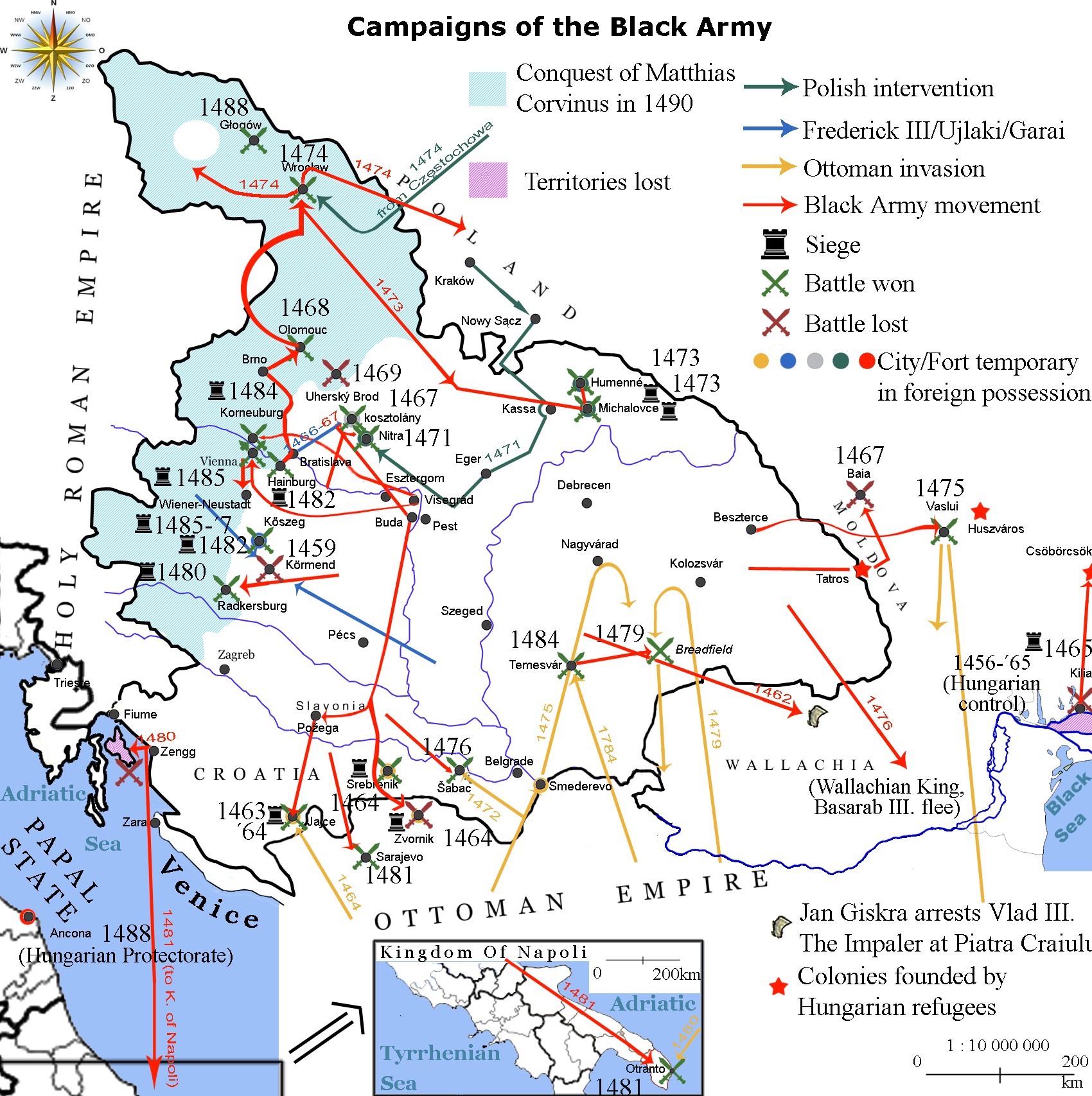
Le guerre di Mattia Corvino, inclusi gli assedi in Austria

Concluso un accordo di pace con re Ladislao nel 1478, Mattia poté concentrarsi nella campagna contro l'Austria e contro Federico. Alcune delle battaglie di maggior rilievo della guerra austro-ungherese furono:
- assedio di Hainburg
- battaglia di Leitzersdorf
- assedio di Vienna (1485)
- assedio di Retz
- assedio di Wiener Neustadt

L'imperatore non riuscì come sperava ad ottenere l'aiuto dei principi elettori e degli altri stati imperiali. Nel 1483 dovette abbandonare la Hofburg di Vienna e recarsi a Wiener Neustadt, dove pure venne assediato dalle truppe di Mattia per diciotto mesi sino a quando la fortezza non venne catturata nel 1487. Umiliato, Federico fuggì a Graz e poi a Linz, in Alta Austria.
Gli Asburgo, seppur forti nei loro legami matrimoniali e nella loro posizione politica, avevano dimostrato una certa debolezza militare nella guerra, ma d'altro canto l'Esercito Nero d'Ungheria poteva vantare molte forze mercenarie al comando di comandanti capaci come Stefano V Báthory o Lorenzo di Ilok, che conquistarono gran parte dei territori della Bassa Austria. A seguito dell'occupazione di Vienna e di altre città, la guerra terminò entro breve con un armistizio nel 1488. Nel 1490, l'inaspettata morte di Mattia portò ad una nuova cessione delle sue conquiste, dal momento che i nobili ungheresi vedevano nella giovane età di Giovanni, figlio e successore di Mattia, un'insicurezza nella protezione della monarchia dell'Ungheria.

## Conseguenze

Stemma personale di re Mattia, Johannes de Thurocz, 1488

Quando Mattia Corvino morì di infarto il 6 aprile 1490, Federico fu in grado di recuperare le sue terre austriache. Ad ogni modo, egli non poté forzare ulteriormente la successione austriaca al trono ungherese e nel 1491 suo figlio re Massimiliano I siglò la Pace di Pressburg con Ladislao Jagellone che venne eletto quale successore di Mattia in Ungheria. Il trattato prevedeva la restituzione di tutte le conquiste operate da Mattia e Massimiliano sarebbe succeduto a Ladislao in mancanza di eredi. Questo non avvenne dal momento che il figlio di Ladislao, Luigi II nacque nel 1506, fatto che comunque non fece desistere gli Asburgo dall'esercitare una significativa pressione sugli Jagelloni col Primo Congresso di Vienna nel 1515 nel quale tentarono di condurre ancora una volta una positiva politica matrimoniale facendo sposare la figlia di Ladislao, Anna col nipote di Massimiliano Ferdinando e la nipote di Massimiliano, Maria con Luigi II. Le doppie nozze vennero celebrate nella Cattedrale di Santo Stefano a Vienna garantendo così la successione comunque alla casata degli Asburgo.
Durante il suo regno in Ungheria, il nuovo sovrano polacco cancellò molte delle riforme di Mattia tra cui il sistema di tassazione, l'esercito stabile e l'autorità centralizzata del monarca. I nobili ungheresi, che lo supportarono in questo, contribuirono all'indebolimento del paese sino al 1526, quando l'Ungheria venne sconfitta dall'Impero ottomano nella Battaglia di Mohács, dove re Luigi II venne ucciso. L'arciduca asburgico Ferdinando d'Austria col suo matrimonio con Anna di Boemia ed Ungheria reclamò per sé tali possedimenti, e suo fratello maggiore l'imperatore Carlo V lo infeudò di tali terre. Venne incoronato sovrano a Pressburg (Pozsony) il 24 febbraio 1527, gettando le basi per la Monarchia asburgica transnazionale.